# Solanin
Solanin (tiếng Nhật: ソラニン Soranin?) là một loạt manga âm nhạc lãng mạn lát cắt cuộc sống của Nhật Bản, được viết và minh họa bởi Asano Inio. Bộ truyện đã được đăng từng số trên tạp chí Weekly Young Sunday của Shogakukan từ năm 2005 đến 2006. Manga được cấp phép bản quyền và phát hành tiếng Anh bởi Viz Media, tiếng Pháp bởi Kana, tiếng Đức bởi Tokyopop, tiếng Ý bởi Panini Comics và tiếng Trung bởi Taiwan Tohan. Manga được đề cử giải thưởng Eisner Award năm 2009 cho hạng mục ấn phẩm Nhật Bản xuất sắc nhất được xuất bản  tại Hoa Kỳ. Tại Việt Nam, triển lãm "Không gian mới của Manga – nghệ thuật truyện tranh đương đại Nhật Bản" năm 2011 do Trung tâm Giao lưu Văn hóa Nhật Bản cùng Đại sứ quán Nhật Bản phối hợp tổ chức, đã giới thiệu manga dưới tựa đề tiếng Việt chính thức là "Solanin".
Manga được được chuyển thể thành một phim người đóng do Miki Takahiro đạo diễn và ngôi sao điện ảnh Miyazaki Aoi là nữ diễn viên chính. Manga được phát hành phát hành tại Nhật Bản vào tháng 4 năm 2010. Cùng năm 2010, ban nhạc Asian Kung-Fu Generation đã phát hành bài hát đơn Solanin, với phần lời bài hát được viết bởi tác giả của manga nguyên tác Asano Inio. Bài hát được trình chiếu trong bộ phim điện ảnh chuyển thể. Ban nhạc đã thể hiện trong bài hát chủ đề cuối phim.
Tháng 10 năm 2017, 11 năm sau bản phát hành chính thức gốc của manga thì một chương lời bạt mới đã được Shogakukan phát hành kèm theo trong một ấn bản tiếng Nhật mới.

## Cốt truyện
Meiko và Taneda tốt nghiệp đại học được hai năm. Không có một hướng đi và mục tiêu thực sự nào, họ bước vào xã hội của những người trưởng thành với tâm lý tránh sự thất bại. Meiko đang làm công việc như một cô nàng công sở để trả tiền thuê căn hộ của cô; trong khi đó thì Taneda hiện đang làm công việc trong vai trò là một họa sĩ minh họa cho một công ty báo chí, thu nhập anh kiếm được chỉ vừa đủ để giảm bớt một phần gánh nặng cho Meiko. Taneda thường họp mặt với ban nhạc của anh – những người bạn thân thiết từ thời học đại học để thoát khỏi sự bế tắc và tìm kiếm điều thú vị, nhưng anh vẫn cảm giác thấy một cái gì đó đang bị mất đi. Các thành viên trong ban nhạc của anh biết về những điều như: họ cần phải bước ra ngoài, quảng bá bản thân họ và cần phải đưa những bài hát của họ đến với một cộng đồng người nghe lớn hơn – đó là giấc mơ của họ kể từ lần đầu tiên họ gặp mặt nhau tại 'Câu lạc bộ nhạc Pop' ở trường đại học.
Không hài lòng với nhịp sống tốt nghiệp "bình thường" họ đang có, mọi thứ đã thay đổi khi hai quyết định quan trọng được đưa ra: Meiko quyết định bỏ công việc của mình, và Taneda quyết định dành thời gian để viết bài hát phù hợp đầu tiên cho ban nhạc. Khi dần thoát khỏi những thói quen cũ, họ giờ đây lại cảm thấy bản thân không chắc chắn về nơi mà cuộc sống mới sẽ đưa họ đến. Dần dần, Meiko và Taneda đã cùng với nhau nắm lấy tương lai không thể đoán trước của họ, nhưng rồi một bi kịch bất ngờ xảy ra làm thay đổi cuộc sống của chính họ và của cả những người bạn thân thiết mãi mãi.

## Truyền thông

### Manga
Solanin được viết và vẽ minh họa bởi Asano Inio. Bộ truyện đã được đăng từng số trên tạp chí Weekly Young Sunday của Shogakukan từ năm 2005 đến 2006. Shogakukan đã xuất bản hai tập tankōbon của manga từ giữa năm 5 tháng 12 năm 2005 đến ngày 2 tháng 5 năm 2006. Manga đã được cấp phép bản quyền tại Bắc Mỹ bởi Viz Media, trong đó manga được xuất bản trong một ấn bản nhiều mục vào ngày 21 tháng 10 năm 2008. Manga đã được xuất bản tại Pháp bởi Kana, ở Ba Lan bởi Hanami, ở Đài Loan bởi Taiwan Tohan với việc phát hành hai tập tankōbon của manga từ giữa 23 tháng 6 năm 2005 đến 24 tháng 9 năm 2006. Tại Việt Nam, Manga được xuất bản bởi IPM.

### Phim người đóng
Bảng phân vai nhân vật trong bộ phim điện ảnh chuyển thể từ manga nguyên tác.
| Nhân vật            | Diễn viên        |
| ------------------- | ---------------- |
| Inoue Meiko         | Miyazaki Aoi     |
| Taneda Naruo        | Kōra Kengo       |
| "Billy" Yamada Jiro | Kiritani Kenta   |
| Kato Kenichi        | Kondō Yōichi     |
| Kotani Ai           | Itō Ayumi        |
| Saeki Ryutaro       | Iura Arata       |
| Ohashi              | Nagayama Kento   |
| Madoka Ritsuko      | Iwata Sayuri     |
|                     | Maeuchi Takafumi |
| mẹ của Meiko        | Miho Jun         |
| bố của Naruo        | Kaitsu Kazuo     |

## Đón nhận
Solanin được đề cử giải thưởng Eisner Award năm 2009 cho hạng mục ấn phẩm Nhật Bản xuất sắc nhất được xuất bản  tại Hoa Kỳ. Manga cũng được đề cử cho hạng mục ấn phẩm nước ngoài xuất sắc nhất được xuất bản tại Hoa Kỳ. Aoki Deb của About.com đưa Solanin vào danh sách one-shot manga hay nhất của năm 2008 cùng với Disappearance Diary.
Dacey Katherine của Pop Culture Shock đã nhận xét rằng phần hậu cảnh của manga trông "giống như cảnh tầm sâu và nghệ thuật cắt dán ảnh". Aoki Deb từ About.com đã bình luận rằng manga thu được "những cảm giác lo lắng và không chắc chắn về cuộc sống của một người trẻ tuổi với sự hóm hỉnh và cả trái tim". Hackmann Greg của Mania.com khen ngợi tác giả có sự chú ý tỉ mỉ, "đặc biệt là khi đưa đến rất nhiều những cách xây dựng đô thị chật chội trong manga". T Lawerence từ Charlotte Mecklenburg Library đã nhận xét về manga: "Chấp nhận những gì mà cuộc sống mang đến".